# President's Cup 1985
De President's Cup 1985 was de 15e editie van de President's Cup, later Korea Cup genoemd. Het toernooi werd gehouden van 1 tot en met 17 juni 1985. Aan het toernooi deden 12 landen mee. Het nationale elftal van Zuid-Korea werd kampioen, in de finale versloegen zij het Olympisch elftal van Zuid-Korea met 1–0. Het Braziliaanse Bangu AC werd derde.

## Eerste groepsfase
| Pos | Team                           | Wed | Win | Gel | Ver | DV | DT | +/− | Pnt |
| --- | ------------------------------ | --- | --- | --- | --- | -- | -- | --- | --- |
| 1   | Zuid-Koreaans olympisch elftal | 2   | 2   | 0   | 0   | 10 | 2  | +8  | 4   |
| 2   | Bahrein                        | 2   | 1   | 0   | 1   | 5  | 5  | 0   | 2   |
| 3   | Maleisië                       | 2   | 0   | 0   | 2   | 1  | 9  | –8  | 0   |

| Pos | Team      | Wed | Win | Gel | Ver | DV | DT | +/− | Pnt |
| --- | --------- | --- | --- | --- | --- | -- | -- | --- | --- |
| 1   | Irak      | 2   | 1   | 1   | 0   | 7  | 5  | +2  | 3   |
| 2   | Bangu AC  | 2   | 1   | 1   | 0   | 5  | 4  | +1  | 3   |
| 3   | Lierse SK | 2   | 0   | 0   | 2   | 5  | 8  | –3  | 0   |

| Pos | Team       | Wed | Win | Gel | Ver | DV | DT | +/− | Pnt |
| --- | ---------- | --- | --- | --- | --- | -- | -- | --- | --- |
| 1   | Zuid-Korea | 2   | 1   | 1   | 0   | 4  | 3  | +1  | 3   |
| 2   | CA Huracán | 2   | 1   | 1   | 0   | 2  | 1  | +1  | 3   |
| 3   | Thailand   | 2   | 0   | 0   | 2   | 2  | 4  | –2  | 0   |

| Pos | Team               | Wed | Win | Gel | Ver | DV | DT | +/− | Pnt |
| --- | ------------------ | --- | --- | --- | --- | -- | -- | --- | --- |
| 1   | Central Español FC | 2   | 1   | 1   | 0   | 3  | 1  | +2  | 3   |
| 2   | Canada             | 2   | 1   | 1   | 0   | 2  | 1  | +1  | 3   |
| 3   | Ghana              | 2   | 0   | 0   | 2   | 2  | 5  | –3  | 0   |

## Tweede groepsfase
| Pos | Team               | Wed | Win | Gel | Ver | DV | DT | +/− | Pnt |
| --- | ------------------ | --- | --- | --- | --- | -- | -- | --- | --- |
| 1   | Zuid-Korea         | 3   | 2   | 1   | 0   | 6  | 2  | +4  | 5   |
| 2   | Bangu AC           | 3   | 1   | 2   | 0   | 4  | 1  | +3  | 4   |
| 3   | Central Español FC | 3   | 0   | 2   | 1   | 2  | 3  | –1  | 2   |
| 4   | Bahrein            | 3   | 0   | 1   | 2   | 1  | 7  | –6  | 1   |

| Pos | Team                           | Wed | Win | Gel | Ver | DV | DT | +/− | Pnt |
| --- | ------------------------------ | --- | --- | --- | --- | -- | -- | --- | --- |
| 1   | Zuid-Koreaans olympisch elftal | 3   | 3   | 0   | 0   | 6  | 1  | +5  | 6   |
| 2   | Irak                           | 3   | 2   | 0   | 1   | 11 | 4  | +7  | 4   |
| 3   | Canada                         | 3   | 1   | 0   | 2   | 3  | 8  | –5  | 2   |
| 4   | CA Huracán                     | 3   | 0   | 0   | 3   | 4  | 11 | –7  | 0   |

## Knock-outfase
|  | Halve finale                   | Halve finale                   |   |         | Finale       | Finale |
|  |                                |                                |   |         |              |        |
|  | 15 juni                        |                                |   |         |              |        |
|  | Zuid-Korea                     | 2                              |   |         |              |        |
|  | Irak                           | 0                              |   |         |              |        |
|  |                                |                                |   |         |              |        |
|  |                                |                                |   |         | 17 juni      |        |
|  |                                |                                |   |         | Zuid-Korea   | 1      |
|  |                                | Zuid-Koreaans olympisch elftal | 0 |         |              |        |
|  |                                |                                |   |         |              |        |
|  |                                |                                |   |         | Derde plaats |        |
|  | 15 juni                        | 15 juni                        |   | 17 juni | 17 juni      |        |
|  | Zuid-Koreaans olympisch elftal | 1 (4)                          |   | Irak    | 1 (4)        |        |
|  | Bangu AC                       | 1 (2)                          |   |         | Bangu AC     | 1 (5)  |

| Winnaar President's Cup 1985 |
| ---------------------------- |
|                              |
| Zuid-Korea 9e titel          |